# 박종희
박종희(朴鍾熙, 1960년 5월 6일 ~ )는 대한민국의 기자 출신 정치인이다.

## 학력
- 영북초등학교
- 포천중학교
- 수원고등학교
- 경희대학교 무역학과
- 아주대학교 공공정책대학원 석사과정졸업.

## 경력
영북초등학교, 포천중학교, 수원고등학교와 경희대학교 무역학과, 아주대학교 공공정책대학원을 석사과정을 졸업하였다(행정학석사).
동아일보에서 기자 생활을 하면서 신창원 탈옥 이한영 피격 신도시 불량레미콘 파동 분당파크뷰 특혜 분양 등의 특종기사로 한국기자협회 제4회 이달의 기자상 등을 수상하였다. 2000년 2월 한나라당 경기수원장안지구당 위원장을 맡으면서 정계에 입문하였다. 16대 총선에서 경기도 수원 장안에 한나라당 후보로 출마하여 당선되었으며(만39세)이후 한나라당 대표최고위원 비서실장, 원내부총무, 대변인 등을 역임하였다. 오세훈 남경필 김부겸 김영춘의원 등과 미래를 위한 청년연대를 결성,정치개혁의 목소리를 높이는 한편 국회의원 후원금축소,선거법벌칙규정강화 등 정치발전에도 기여했다. 교통파파라치폐지의 주역으로 도로교통법상의 독소조항 개정에도 앞장섰다. 17대 총선에서는 열린우리당 심재덕 후보에게 패하여 낙선했으나, 18대 총선에서 다시 당선되어 원내에 복귀,국회정무위간사 정책위 제2정조실장 등을 역임하였다. 그러나 선거법 위반으로 의원직을 박탈 당하였으며  19대 총선에서는 피선거권이 없어서 출마하지 못하였다. 20대총선에 출마하였으나 낙선한 뒤 수원갑당협위원장을 내놓고 포천가평지역에서 지역경제공동체인 포천가평발전협동조합의 추진위원장으로 활동하였다. 21대 총선에서는 포천가평 지역구에 공천을 신청하였으나 컷오프 되어 출마하지 못하였다.

## 논란
2030 새누리당 공천설명회에서 청년 예비후보자들과의 질의응답 도중 "나이가 든 후보들은 아침에 일찍 일어나면 추저분하게 보이지만, 젊은 후보들은 (아침에 운동하면) ‘와 젊은 사람이 됐네’라고 말한다”고 발언하여 논란이 된바있다. 이에 더불어민주당 경기도당은 노인 폄하발언 논란과 관련하여 대국민 사과를 요구하였다.
윤상현 의원의 이른바 ‘김무성 욕설 녹취’ 파문의 통화 상대자라는 의혹이 있다. 이에 욕설사건 당일에 윤상현 의원과 통화한 적은 없다고 해명하였다.

## 전과
- 교통사고처리특례법위반, 도로교통법위반: 벌금 100만원 - 1993년 10월 6일 선고
- 공직선거법위반: 벌금 300만원 - 2009년 2월 13일 선고

## 역대 선거 결과
|  | 40.41% |

|  | 38.24% |

|  | 58.84% |

|  | 37.40% |

## 가족 관계
- 어머니 : 이경재 ( ~ 2020년 11월 2일)
- 배우자 : 박현주
  - 딸 : 박하영 박경빈